# Yukio Morikawa
Pour les articles homonymes, voir Yukio.
 (août 2016).
Yukio Morikawa (森川之雄, Morikawa Yukio, né le 8 juillet 1963) est un chanteur japonais de heavy metal, qui débute en 1987 en remplaçant Eizo Sakamoto au sein du groupe de metal Anthem, avec lequel il enregistre quatre albums studio. Après sa séparation en 1992, il enregistre l'album First Strike avec le groupe Hollywood, avant de former en 1995 son propre groupe The Powernude avec lequel il enregistre une dizaine d'albums durant la quinzaine d'années suivante. Il enregistre aussi deux albums studio en 2003 et 2004 avec le projet parallèle Goldbrick. En 2014, il remplace à nouveau Eizo Sakamoto au sein d'Anthem, reformé en 2001.

## Liens
- (ja) Blog officiel
- (en) Site officiel de The Powernude